# Keyworth
Koordinaten: 52° 52′ 19″ N, 1° 5′ 24″ W

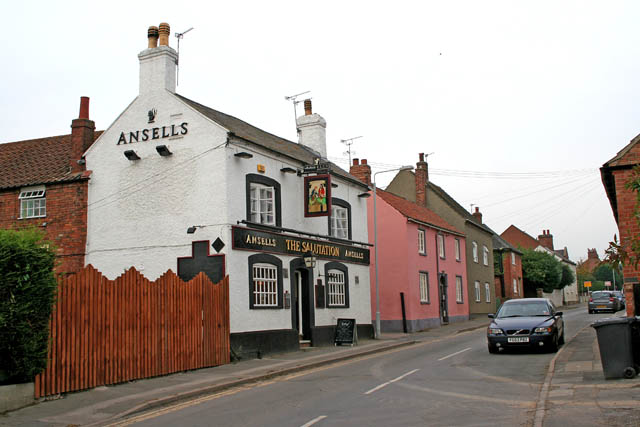
Hauptstraße von Keyworth

Keyworth ist ein Ort und civil parish im Distrikt Rushcliffe, Grafschaft Nottinghamshire, Großbritannien, etwa elf Kilometer südöstlich von Nottingham. Der civil parish hatte bei der Volkszählung im Jahr 2001 6920 Einwohner. Partnergemeinde Keyworths ist seit dem 25. September 1977 die französische Gemeinde Feignies im Département Nord.

## Geschichte
Keyworth wurde im Jahr 1086 als Cauord im englischen Reichsgrundbuch (Domesday Book) zuerst erwähnt. Römische Bodenfunde deuten aber darauf hin, dass die Besiedelung um einiges weiter zurück reicht.

## Kultur und Sehenswürdigkeiten

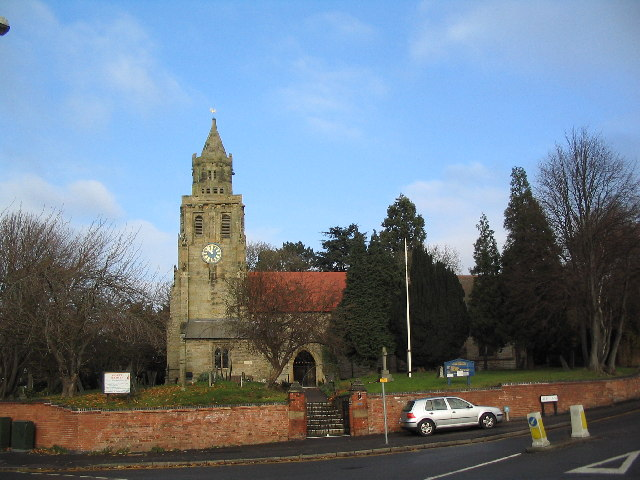
Kirche St Mary Magdalene

Die Pfarrkirche St Mary Magdalene geht auf das 14. Jahrhundert zurück.

## Wirtschaft und Infrastruktur
Keyworth liegt zwischen den englischen A-Straßen A60 (Loughborough–Doncaster) und A606 (Stamford–West Bridgford). In das nahe Nottingham besteht eine Busverbindung.
In Keyworth befindet sich die South Wolds Community School, die Beziehungen zum Justinus-Kerner-Gymnasium in der deutschen Stadt Weinsberg unterhält. Auch der Sitz der Hauptverwaltung des British Geological Survey befindet sich in Keyworth.

## Persönlichkeiten
- William Attewell (1861–1927), Cricketspieler